# De Campus Cup 2021
De Campus Cup 2021 is het derde seizoen in 2021 van De Campus Cup, een televisiequiz voor studenten van alle Vlaamse en Brusselse universiteiten en hogescholen, gepresenteerd door Otto-Jan Ham. Het programma wordt gemaakt door productiehuis Woestijnvis.
Het derde seizoen werd uitgezonden vanaf 26 april 2021 op Eén. Vanwege de coronapandemie was er ook dit seizoen geen publiek aanwezig en moesten presentator en kandidaten de sociale afstandsregels respecteren. Publiek was wel welkom bij de kwartfinales, de halve finales en de finale.  
Het programma werd bovendien in de week van 17 t/m 21 mei niet uitgezonden vanwege het Eurovisiesongfestival. 
De Faculteit Rechten van de Universiteit Antwerpen werd laureaat, als opvolgers van het Conservatorium van HoGent vorig seizoen. Verliezend finalist werden de studenten van de faculteit Theologie & Religiewetenschappen van KU Leuven.

## Voorrondes
| Aflevering | Richting - universiteit/hogeschool           | Eindscore | Finale tijd |
| ---------- | -------------------------------------------- | --------- | ----------- |
| 1          | Communicatiewetenschappen - KU Leuven        | 180       | n.v.t.      |
| 1          | Fysica & Sterrenkunde - VUB                  | 490       | 1:17        |
| 2          | Branding & Advertising - Thomas More         | 210       | n.v.t.      |
| 2          | Geneeskunde - UHasselt                       | 330       | 1:59        |
| 3          | Handelsingenieur - UGent                     | 450       | 9           |
| 3          | Hotelmanagement - AP                         | 140       | n.v.t.      |
| 4          | Biologie - UAntwerpen                        | 380       | 2:05        |
| 4          | Journalistiek - Erasmushogeschool Brussel    | 380       | n.v.t.      |
| 5          | Wijsbegeerte - UAntwerpen                    | 460       | 1:19        |
| 5          | Ingenieurswetenschappen - KULeuven           | 260       | n.v.t.      |
| 6          | Communicatiewetenschappen - UGent            | 450       | 1:14        |
| 6          | Biomedische Laboratoriumtechnologie - HOGent | 300       | n.v.t.      |
| 7          | Handelsingenieur - UAntwerpen                | 430       | 2:59        |
| 7          | Lager Onderwijs - PXL                        | 260       | n.v.t.      |
| 8          | Journalistiek - Thomas More                  | 480       | 2:08        |
| 8          | Diergeneeskunde - UGent                      | 320       | n.v.t.      |
| 9          | Nautische Wetenschappen - HZS                | 420       | 1:40        |
| 9          | LO & Bewegingswetenschappen - VUB            | 320       | n.v.t.      |
| 10         | Geneeskunde - KU Leuven                      | 440       | 1:23        |
| 10         | Accountancy-Fiscaliteit - Vives              | 205       | n.v.t.      |
| 11         | Rechten - UAntwerpen                         | 410       | 1:42        |
| 11         | Bio-Ingenieurswetenschappen - VUB            | 200       | n.v.t.      |
| 12         | Muziek - LUCA                                | 325       | n.v.t.      |
| 12         | Politieke Wetenschappen - KU Leuven          | 335       | 9           |
| 13         | Theologie & Religiewetenschappen - KU Leuven | 375       | 1:45        |
| 13         | Chemie - UAntwerpen                          | 330       | n.v.t.      |
| 14         | Toegepaste Informatica - KDG                 | 300       | n.v.t       |
| 14         | Toegepaste Taalkunde - UGent                 | 515       | 1:42        |
| 15         | Gezinswetenschappen - Odisee                 | 450       | 7           |
| 15         | Geschiedenis - KULeuven                      | 375       | n.v.t.      |
| 16         | Fysica & Sterrenkunde - UGent                | 380       | 2:10        |
| 16         | Secundair Onderwijs - UCLL                   | 155       | n.v.t.      |
| 17         | Musicologie - KU Leuven                      | 350       | n.v.t.      |
| 17         | Bio-Ingenieur - UGent                        | 555       | 2:27        |

Legende:
 Haalde de top 8
 Haalde de top 8 niet
 Geen 10 vragen correct beantwoord

## Kwartfinales
| Aflevering | Richting - universiteit/hogeschool           | Eindscore / vrijstellingen | Finale score |
| ---------- | -------------------------------------------- | -------------------------- | ------------ |
| 18         | Wijsbegeerte - UAntwerpen                    | 295 / 1                    | 2            |
| 18         | Toegepaste Taalkunde - UGent                 | 555 / 3                    | 6            |
| 19         | Fysica & Sterrenkunde - VUB                  | 465 / 2                    | 0            |
| 19         | Rechten - UAntwerpen                         | 565 / 3                    | 5            |
| 20         | Geneeskunde - KU Leuven                      | 295 / 1                    | 6            |
| 20         | Nautische Wetenschappen - HZS                | 435 / 3                    | 5            |
| 21         | Communicatiewetenschappen - UGent            | 415 / 3                    | 3            |
| 21         | Theologie & Religiewetenschappen - KU Leuven | 375 / 1                    | 5            |

## Halve finales
| Aflevering | Richting - universiteit/hogeschool           | Eindscore / vrijstellingen | Finale score |
| ---------- | -------------------------------------------- | -------------------------- | ------------ |
| 22         | Toegepaste Taalkunde - UGent                 | 535 / 3                    | 3            |
| 22         | Theologie & Religiewetenschappen - KU Leuven | 425 / 2                    | 5            |
| 23         | Geneeskunde - KU Leuven                      | 280 / 1                    | 2            |
| 23         | Rechten - UAntwerpen                         | 805 / 5                    | 6            |

## Finale
| Aflevering | Richting - universiteit/hogeschool           | Eindscore / vrijstellingen | Finale score |
| ---------- | -------------------------------------------- | -------------------------- | ------------ |
| 24         | Rechten - UAntwerpen                         | 585 / 3                    | 6            |
| 24         | Theologie & Religiewetenschappen - KU Leuven | 370 / 1                    | 1            |